# Альянс (группа)
«Алья́нс» — советская и российская рок-группа.

## История
С самого начала «Альянс» не придерживался какой-то определённой концепции. …Музыка не имеет границ. Мне всегда было интересно пробовать что-то новое. Вот это стремление к новым ощущениям, новым знаниям — оно и руководило мною и заставляло менять стили, направления концепции.— Игорь Журавлёв

### 1981—1984: Становление
Группа была образована в 1981 году по инициативе Сергея Володина (гитара), ранее игравшего в группе «Зодиак». В первоначальный состав также вошли: Игорь Журавлёв (вокал, гитара), Андрей Туманов (бас, экс-«Рубиновая Атака») и Владимир Рябов (барабаны). Название группы по предложению Володина определили из 12 вариантов раздельным голосованием. Время рождения группы совпало с началом прихода в СССР «новой волны»: «Альянс» играет ска и регги, а также кавер-версии Дебби Харри, The Police, The B-52s.
В декабре 1982 года на рок-фестивале «Физтех — 1982» в подмосковном Долгопрудном участники группы «Альянс» познакомились со звукорежиссёром Игорем Замараевым и с художественным руководителем Костромской филармонии, который предложил ребятам профессиональную работу. Пару недель спустя «Альянс» (в составе Игоря Журавлёва, Андрея Туманова, Сергея Володина и Павла Чинякова (барабаны)) уехал в Кострому. На гастроли группа отправилась под названием «Кудесники», так как на складе филармонии от «Кудесников», распавшихся несколько месяцев назад, остались неиспользованные афиши. Группа исполняла во время гастролей те песни, с которыми выступила на фестивале в МФТИ. После концертов в городе Буй приехавшая из Москвы комиссия сняла «Альянс» с гастролей с формулировкой «за безыдейность программы». Сотрудничество с филармонией продолжалось, но запланированный на весну 1983 года тур срывается из-за отказа в участии Володина, у которого родилась дочь.
В том же 1983 году по приглашению Владимира Рацкевича (экс-«Рубиновая Атака») «Альянс» делает пробную запись в его новой студии — мини-альбом «Кукла», прозванный так по первому треку, — в который вошли первоначальные, ещё немного сырые, без окончательной аранжировки версии хитов («Кукла», «Очередь», «Я медленно учился жить», «Мы пешеходы», «Игрушки», инструментальная концовка на тему Сергея Володина «Я медленно учился жить»), вошедших впоследствии в альбом «Альянса» 1984 года «Я медленно учился жить». Те же самые песни, заново записанные и сыгранные в 1984 году за одну ночь на территории завода электромедицинской аппаратуры, отличаются более профессиональной звукооператорской работой.
Осенью 1984 года группа была внесена в «чёрные списки» групп, которым запрещалась концертная деятельность. «Альянс» прекратил своё существование.

### 1986—1988
Осенью 1986 года группа появилась на публике на Форуме творческой молодёжи в кафе «Метелица» на проспекте Калинина в Москве, после чего вступила в Московскую рок-лабораторию. Её состав: Игорь Журавлёв (вокал, гитара), Олег Парастаев (клавиши), Андрей Туманов (бас) и Константин Гаврилов (клавиши, программирование). Благодаря Парастаеву у группы появились приличные инструменты. В этом же году Олег Парастаев сочиняет наиболее известную песню коллектива — «На заре».
В феврале 1987 года «Альянс» стал лауреатом первого рок-лабораторского «Фестиваля надежд». Помимо песни «На заре», группа также исполняла композиции «Дайте огня», «Фальстарт» и др. Коллектив выступает на «Рок-панораме-87» и начинает выступать на стадионах в сборных концертах студии «Рекорд», затем — сотрудничает со Стасом Наминым. В феврале 1988 года группа (по приглашению Союза свободной немецкой молодёжи) впервые выезжает за границу, в Берлин, где выступает с Uriah Heep.
Сотрудничество И. Журавлёва и О. Парастаева продержалось до сентября 1988 года, когда Журавлёв решил сменить звучание группы в сторону рок-музыки, чему Парастаев, планировавший продолжать работать в духе «новой волны», воспротивился и покинул коллектив, собрав свой собственный проект «Новая русская группа» («Н.Р.Г.»).

### 1989—2017
Вскоре к группе присоединился ударник Юрий Кистенёв (экс-«Музыка»), благодаря чему завершилась трансформация «Альянса» в рок-группу. Через год команду покинул Андрей Туманов, и место басиста занял Сергей Калачёв (экс — «Встреча На Эльбе»). В 1990-м году группа выступает на Большой спортивной арене «Лужников» вместе с «Кино», «Любэ», «Твой день», Джоанной Стингрей и «Биоконструктором».
После выступлений в Копенгагене Журавлёв понял, что нью-вейв-групп в Европе очень много, и решил искать новое звучание. По предложению Замараева в 1990 году к группе присоединилась певица Инна Желанная и звучание изменилось в сторону русского фолка. Совместными усилиями они сделали несколько концертных программ и записали альбом «Сделано в Белом». «Альянс» в это время работал в следующем составе: Журавлёв, Максим Трефан (клавишные + «Вежливый отказ»), Юрий Кистенёв (барабаны), Константин Баранов (гитара, экс — «Николай Коперник»), Сергей Калачёв (бас), Владимир Миссаржевский (перкуссия, экс — «Встреча На Эльбе»). Кроме них в творческих поисках участвовали два музыканта, владеющие старинными народными инструментами — Сергей Старостин и Сергей Клевенский. В сентябре 1990 года группа приняла участие в экологической акции «Рок чистой воды».
В 1992 Желанная в связи с рождением сына на некоторое время покинула сцену. Тогда же Кистенёв ушёл в «Моральный кодекс». Часть музыкантов образовала группу «Мисс», в которой слова и музыку писал Миссаржевский, ставший вокалистом. Группа играла экспериментальную музыку — смесь гитарного рока и жёсткого фанка с элементами рэпа; все песни были на английском языке. Премьера «Мисс» состоялась в октябре 1992 года в Дворце культуры имени Горбунова. В 1993 году группа снялась в передаче «Программа А» и записала единственный альбом «It’s Up To You» (Moroz Records). Самая известная песня коллектива — «Sex in the future».
В 1993 году пластинка «Сделано в Белом» на конкурсе МИДЕМ-93 во Франции была названа европейскими продюсерами лучшей пластинкой в Европе в стиле «world music» этого года. «Альянс» к тому времени уже не существовал, но был вновь собран для праздничных гастролей по Европе.
В январе 1994 года музыканты «Альянса» образовали группу Farlanders, возглавляемую Инной Желанной, куда вошли Юрий «Хэн» Кистенёв (барабаны), Сергей «Гребстель» Калачев (бас), а также — Сергей Старостин и Сергей Клевенский.
Сергей Володин и Андрей Туманов с 1990 года экспериментировали над собственным проектом, и в 1994 г. они попробовали воссоздать «Альянс». К ним присоединился бывший трубач «Бригады С» Евгений Коротков в роли клавишника, а в 1996 году пришёл окончивший Гнесинское училище барабанщик Дмитрий Фролов. Новый «Альянс» исполнял биг-бит в стиле 1960-х годов. Однако развития этот проект не получил.
В 2000 году Игорь Журавлёв с новыми песнями появился в проекте Кати Бочаровой «ЭР-200». В том же году по приглашению Гребстеля Журавлёв входит в состав «Farlanders» (в России коллектив некоторое время выступал под именем «Альянс»); группа существовала до 2006 года.

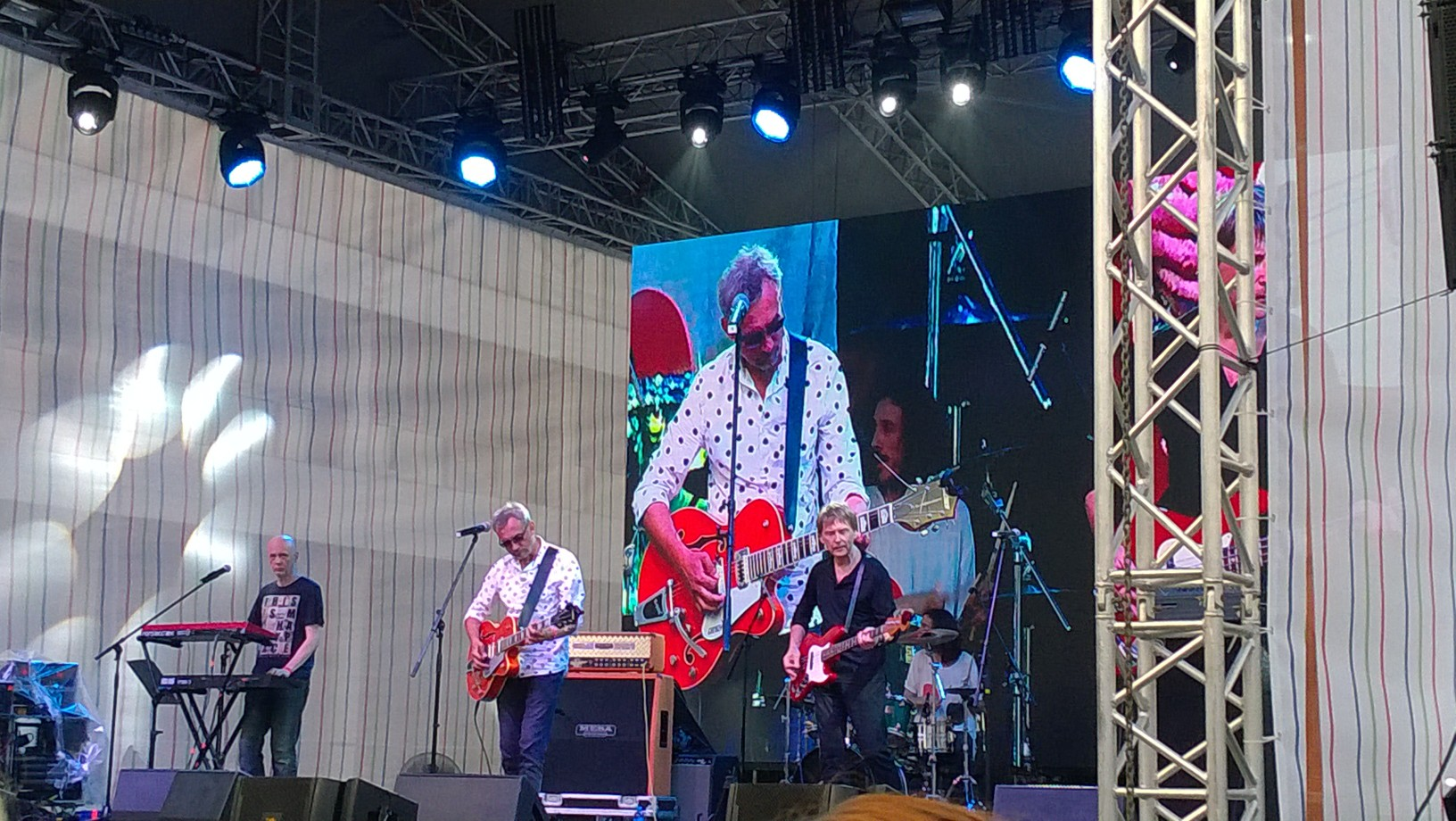
«Альянс» на фестивале «Остров 91».

С 2008 года «Альянс» начал давать концерты в московских клубах, порой в разном составе, основа — Игорь Журавлёв и Андрей Туманов. В 2016 году Журавлёв и Туманов участвуют в съёмках независимого документального фильма «Герои советского нью-вейва». В 2018 году группа выступила на фестивале «Боль».

### Возвращение популярности
В 2018 году экс-клавишником группы Олегом Парастаевым был создан канал на Youtube. В апреле 2019 года Парастаев опубликовал редкую версию клипа «На заре», снятую в 1987 году, которая приобрела статус «вирусного видео». В том же месяце вышел альбом «Хочу летать!», который стал первым релизом коллектива за последние 25 лет. Все песни написаны Олегом Парастаевым, Игорь Журавлёв выступил продюсером альбома. После выпуска альбома творческие пути Парастаева и Журавлёва вновь разошлись.
Весной 2019 года «Альянс» выступил на фестивале «Дикая мята», в июле — на «Нашествии». В группу приходит клавишник и второй вокалист Герман Штром.
14 февраля 2020 года группа опубликовала альбом «Космические сны», чей выход предварялся одноимённым синглом. В основу альбома вошли песни и наработки разных лет. «Навстречу холодному свету» была исполнена в программе «Вечерний Ургант».
20 июня 2020 года, в 5 часов утра, в возрасте 61 года умер Олег Парастаев.
1 ноября 2020 года группа отыграла концерт, посвящённый 60-летию Журавлёва, в клубе «16 тонн»; среди гостей — Инна Желанная, Сергей Калачёв, Найк Борзов, Сергей Мазаев, Максим Трефан («Альянс», «Вежливый отказ», «Коррозия Металла»), Дарья Дерюгина и Арина Андреева («Комсомольск»), Роман Рябцев («Технология»). 15 апреля 2021 года «Альянс» отпраздновал 40-летие концертом в Московском доме музыки с участием Инны Желанной, Валерия Сюткина, Олега Нестерова, Сергея Старостина.
В 2021 году группа регулярно даёт живые выступления на радиостанциях, в частности — на «Авторадио». 14 августа 2021 года выпускается новый сингл «Просто играй». 12 сентября 2021 года «Альянс» даёт юбилейный концерт, посвящённый 40-летию группы. 3 мая 2022 года выпущен трибьют-альбом группы.

## Состав группы

### Актуальный состав
- Игорь Журавлёв — соло-гитара, вокал, автор (1981—1984, 1986—1992, 1993, с 2008)
- Андрей Туманов — лидер-бас, бэк-вокал, соавтор (1981—1984, 1986—1989, с 2008)
- Герман Штром — голос, вокал, клавишные (с 2019)
- Дмитрий Горшенин — ударные (с 2020)

При участии:
- Дмитрий Журавлёв — ударные (2010—2020, с 2020 — эпизодическое участие)
- Сергей Калачёв — бас-гитара (1989—1992, 1993, с 2018 — работа в студии)
- Сева Журавлёв — бэк-вокал (эпизодическое участие)

### Бывшие участники
- Олег Парастаев — клавишные, ритм-бокс, автор, музыкальные идеи (1986—1988, в 2017—2020 — работа в студии)
- Сергей Володин — гитара (1981—1984, 1988—1989)
- Владимир Рябов — ударные (1981—1982)
- Георгий Рябцев — ударные (1981)
- Алексей Суляев — ударные, звукорежиссёр (1982—1984)
- Павел Чиняков — ударные (1982—1984)
- Иван Калинин — клавишные (1982—1984)
- Константин Гаврилов — клавишные, вокал (1986—1990)
- Евгений Осин — ударные (1986—1987)
- Юрий Кистенёв — ударные (1988—1992, 1993)
- Константин Баранов — гитара (1990—1992, 1993)
- Владимир Миссаржевский — перкуссия (1990—1992, 1993)
- Инна Желанная — вокал (1990—1992, 1993)
- Максим Трефан — клавишные (1990—1992, 1993)
- Александр Ветхов — ударные (2008—2010)
- Вячеслав Зиновский — клавишные (2015—2017, сессионно)
- Сергей Арутюнов — клавишные, вокал (2019, эпизодически)

## Дискография
«Альянс»
Магнитоальбом:
- 1982 - «Альянс-82»

Студийные альбомы:
- 1984 - «Альянс-84»/«Я медленно учился жить»
- 1987 - «Альянс-87»/«Дайте огня/На заре»
- 1992 - «Сделано в белом (Альянс III)»
- 2019 - «Хочу летать!»
- 2020 - «Космические сны»
- 2024 - «Полно!!»

EP:
- 1983 - «Альянс-83»/«Кукла»

- 2020 - «Полно!»

Сборники:
- 1988 - «Рок-панорама-87 (2)»
- 1989 - «First Music Festival In Moscow»

- 1996 - «Звуки на заре»
- 1990 - «НРГ — Альянс»
- 1991 - «Группа Альянс»
- 1991 - «Хит-парад „Галактика“ I — Рок»
- 1992 - «Рок чистой воды»
- 1992 - «Mari Boine Med Band Allians — Møte I Moskva»
- 2001 - «На заре»

Концертные альбомы:
- 1983 - «Альянс+Последний шанс
- 1987 - «Концерт с группой „Удафф“» (утеряны, но, возможно, не безвозвратно.)

«НРГ»
- 1990 - «НРГ — Альянс»
- 1996 - «Проснись»
- 2002 - «Второе рождение»

«Miss»
- 1993 - «It’s Up To You»